# Nori (famiglia)
Nori, antica e nobile famiglia fiorentina, estinta nel 1631. Ammessi alle magistrature fiorentine nel 1438, ottennero fino al 1531 per due volte il titolo di gonfaloniere e per cinque volte il titolo di priore.

## Componenti illustri
- Francesco Nori (1430-26 aprile 1478), banchiere e amico dei Medici. Nella congiura dei Pazzi salvò la vita a Lorenzo il Magnifico interponendosi tra lui i il suo sicario;[2]
- Francesco Antonio Nori, figlio del precedente, priore, gonfaloniere, ambasciatore presso papa Paolo III;
- Francesco Nori (1565-30 dicembre 1631), vescovo di San Miniato.